# Pons von Tripolis

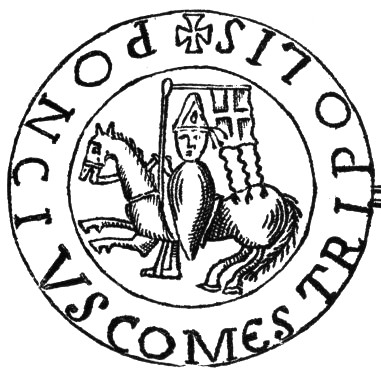
Siegel des Grafen Pons von Tripolis

Pons von Tripolis (auch Pontius oder Poncius, * um 1098; † 1137) war der Sohn von Bertrand von Toulouse, Graf von Tripolis, und wurde 1112 dessen Nachfolger.
Während des Ersten Kreuzzugs hatten die Normannen und die Provencalen miteinander um die Vormacht im Heiligen Land gestritten, eine Auseinandersetzung, die Pons 1115 durch seine Ehe mit Cäcilia von Frankreich, der Witwe Tankreds, des Fürsten von Galiläa und Regenten von Antiochia, und Tochter des Königs Philipp I. von Frankreich, heilte.
1118 verbündete er sich mit Balduin II., dem neuen König von Jerusalem. 1119 marschierten beide nordwärts, um Roger von Salerno gegen die Invasion Ilghazis zu helfen. Roger wartete jedoch nicht auf sie und erlitt in der Schlacht auf dem Ager Sanguinis eine deutliche Niederlage. Balduin II. selbst wurde später gefangen genommen.
1124, nach Balduins Freilassung, half er ihm bei der Eroberung von Tyrus, einer der letzten Küstenstädte, die in der Hand der Muslime verblieben waren. 1125 war er bei dem Sieg der Kreuzritter in der Schlacht von Azaz dabei. 1131 geriet er in eine Auseinandersetzung mit König Fulko, der im gleichen Jahr den Thron bestiegen hatte, und unterlag in der Schlacht von Rugia.
1137 wurde die Grafschaft Tripolis vom Sultan von Damaskus überfallen. Pons unterlag in einer Schlacht nahe seiner Burg Mons Peregrinus und wurde auf der Flucht getötet. Sein Nachfolger wurde sein Sohn Raimund II.

## Nachkommen
Mit Cäcilia von Frankreich hatte er drei Kinder:
- Raimund II. (* um 1115; † 1152), Graf von Tripolis
- Agnes (* um 1112; † um 1183), ⚭ Reinald II. Mansoer von Margat
- Philipp (* vor 1126; † nach 1142)